# 坪頂大湖福德宮
25°03′01″N 121°21′31″E / 25.050392°N 121.358692°E
坪頂大湖福德宮，位於臺灣桃園市龜山區大崗里，為北臺灣最大建築的土地祠。
官方網站: dffd.tw

## 沿革
此廟源起於清光緒年間，原先為灌溉渠田裡的小祠，後來泉州裔的大崗村民組織民團，始有祭典管理委員會。民團的廿個家長，每一人捐銀圓一元，於南崁、坪頂購買卅甲地，其中一半作灌溉池，另一半規劃為良田出租，以租金支付民防、祭典開銷。臺灣戰後時期，卅甲土地全歸廟方管理委員會，土地總值一度高達新臺幣四億元之多，其中約八甲地在1980年代賣給長榮集團作南崁貨櫃場。廟方還擁有林口新市鎮多筆土地。

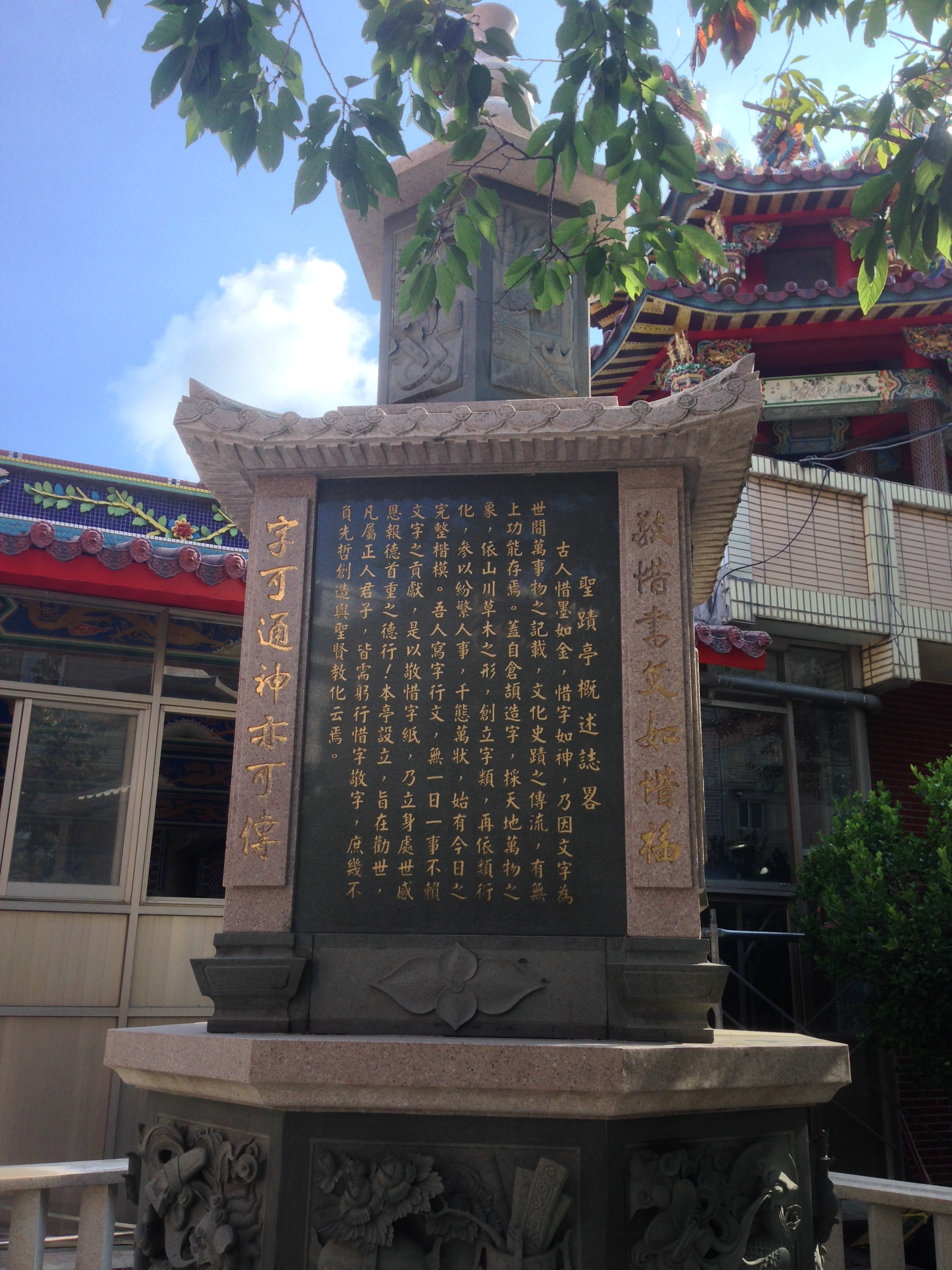
文史工作者華順發認為此1935年興建的聖蹟亭具文化保存價值，不輸桃園已有官方紀錄的龍潭聖蹟亭、蓮座山觀音寺聖蹟亭、齋明寺聖蹟亭、中壢聖蹟亭、蘆竹五福宮聖蹟亭此五座。

廟方從賣地的錢興建兩層樓的土地公廟，將四尊百年土地公迎入廟裡成為主神。造價達2億元，其中檜木圍籬就花費2百萬元。建築面積約四百坪，採重簷歇山頂，具有鐘鼓樓、雙龍、百鳥柱、八卦形立體石雕、花岡石壁雕。2000年重建聖蹟亭，仍保持三層形制，上層的六角形象徵六合，中層的四方形代表四相，下層八角形意為八卦，石雕有琴棋書畫和孔子說教圖。
廟方調查此廟的建築面積為臺灣第二大的土地廟，次於車城福安宮。 2005、2014等年報導，也說為北臺灣最大的土地公廟。

## 祭祀
該宮管理委員會總幹事蔡莊志表示，把土地神置於華麗的大廟有違古制，遂於二樓供奉三官大帝、顯應祖師、康府王爺。
在2014年報導時，廟委、龜山鄉鄉民代表李卿照說，此廟昔日是大湖地區信仰中心，現為大崗、大湖、大華村五千多戶鄉民信仰。當年農曆二月初二土地公生日，就有兩千多位信眾祭拜祈福。